# 桂林號事件
桂林號事件（英語：Kweilin Incident）是發生於1938年8月24日、廣東上空的一場空難。當日上午，一架中國航空的道格拉斯DC-2客機由香港啟德機場起飛，原定途經廣西梧州及四川重慶，前往成都，但客機在離開香港空域後，旋即遭到日本海軍戰機追擊。客機在廣東迫降河面後再遭到日本戰機多次掃射，最終沉沒水底，機上18人只有美籍機師、華裔無線電員及另一華裔乘客三人生還。這場空難也被視為民航史上首次有客機遭到軍機擊毀，並引起一定的國際關注。

## 經過
桂林號（機身編號32）是中國航空屬下的道格拉斯DC-2客機。該機負責來往香港－廣西梧州－四川重慶－成都的定期航線，而航線則由泛美航空承包營運。
1938年8月24日上午8時3分，桂林號由香港啟德機場起飛，當時機上共有14名乘客，以及美裔機師活士（Hugh Leslie Woods，又譯伍茲）、華裔副機師劉崇佺 (1900-1938,劉崇佑與劉崇傑弟)、無線電員羅昭明、及侍者武慶華4名機組人員。約半小時後，桂林號進入中國空域，機師活士發現8架日本水上飛機排出攻擊陣形而來，即把桂林號駛入雲層躲避，然而日本軍機從後追上，並開始射擊。活士將桂林號俯衝急降，並安全降落到一條河流之上。
日機攻擊桂林號之時，無線電員羅昭明已即向外拍電報，報稱「日機追擊」。後來桂林號迫降河面漂浮，機上乘客人員也沒有傷亡，故此羅昭明又電報「乘客均安」。這使到香港在24日的晚報俱指桂林號的人員安然無恙。不過，日本戰機很快隨後趕上，並多次以機槍掃射桂林號的機身，令到桂林號開始入水下沉。由於水流湍急，逃生困難，桂林號最終只有機師活士、無線電員羅昭明及男乘客樓兆念三人生還。
三名生還者對事件的經過有不同描述。活士稱桂林號在起飛後20分鐘於6,000呎高空進入中國空域，已經看到日本的8架水上飛機在前方巡邏。當時廣州戰役雖然尚未爆發，但日本海軍的第五艦隊已經在華南海域部署，並且有一艘水上飛機母艦派駐香港外海。活士將飛機折返香港新界並爬升至8,000呎，等待日本巡哨飛走，在數分鐘後才再次進入中國空域，不料日軍飛機已經爬升至超過11,000呎，並從後追擊，阻止活士折返香港。桂林號迫降後，活士又稱曾經進入機艙，並叫侍者武慶華打開機門，但機上乘客卻沒有離開。活士因此假定機上乘客不諧泳術，而返回駕駛室，最後泅水逃生。乘客樓兆念及無線電員羅昭明，則指活士從未通知乘客離開，後來機門遭人打開後，致使機艙大量入水，眾人才嘗試泅水逃生，然而飛機很快便向下沉沒。

## 空難原因與影響

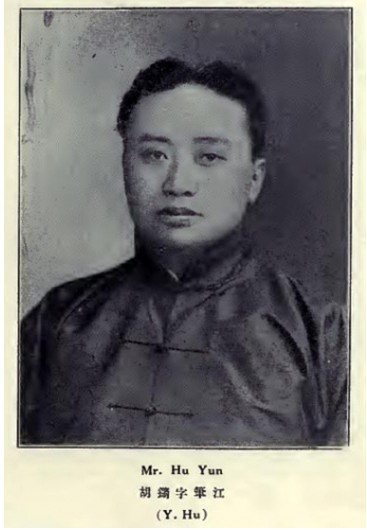
胡筠

日軍從未公布擊落並指示飛行員反覆掃射屠殺桂林號乘客的真實原因，引發不少猜測。其一說法指日軍是打算行剌孫中山之子，立法院院長孫科。在香港發行的日文報章《香港日報》曾經承認孫科是這次攻擊的目標，並指日軍飛機本來打算活捉孫科；而孫科原先的行程是在8月24日乘坐桂林號離開香港，但他最後卻乘搭了另一間航空公司（歐亞航空）。孫科的女秘書後來聲稱自己錯誤安排行程，意外令到孫科避過一劫。中航的副總經理威廉·蘭霍恩·邦德認為中國的秘書不會犯這種錯，孫科是故意發布錯誤訊息，使日軍截擊錯誤的飛機。

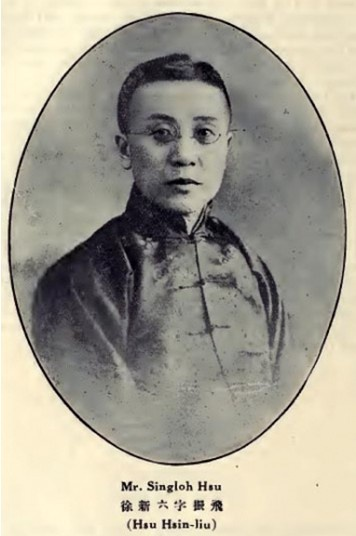
徐新六

桂林號事件對中國銀行業亦有一定衝擊。當時交通銀行董事長胡筠、浙江興業銀行行長徐新六、中華民國中央銀行機要科主任王宇楣三人俱在空難中喪生。這對當時的中國銀行業來說是一個相當重大的損失。
桂林號事件是世界民航史上首度有客機遭到軍機擊毀，在當時獲得廣泛報導，倖存的活士機長在新聞影片中現身指控日軍作為，並搭配遭日軍攻擊的殘骸照片，在國際輿論中獲得了相當有力且無辯解餘地的道德控訴。空難後中航及其它客運公司被迫將航班改為夜間飛行，並且引進德國的無線電導航裝置，更準確的系統輔助飛行員在危險時段飛行。桂林號事件也加劇美國輿論民意對日本的敵意，但並未足以促使美國決定支援中國抗戰。

## 桂林號的下場

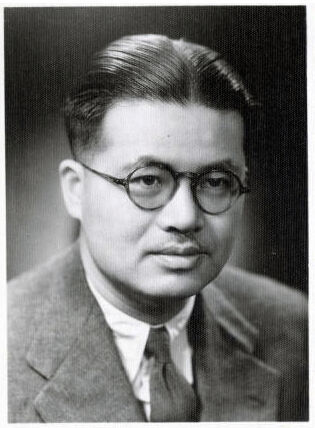
錢昌淦

桂林號在空難後被中航打撈修理，然後更名為重慶號（機身編號改為39），繼續用作客機。為免引起乘客不安，中航在宣傳廣告中並未提及重慶號的前身。1940年10月29日，重慶號在雲南沾益縣降落後遭到日本飛機攻擊爆炸焚毀，機上12人有9人死亡，包括建築師錢昌淦。錢昌淦參建了錢塘江大橋，並在抗戰期間於滇緬公路建造橋樑，身後國民政府將滇緬公路其一橋樑命名為「昌淦橋」，以茲紀念。

### 引用
1. 1 2 3  胡卓然
2. ↑  Crouch（2012年），第158页
3. ↑  . CNAC.org. （原始内容存档于2014-09-13）.
4. ↑  Crouch（2012年），第155-156页
5. 1 2  Crouch（2012年），第157页
6. ↑  Crouch（2012年），第157-158, 165页
7. ↑  Crouch（2012年），第156页
8. ↑  Crouch（2012年），第164-165页
9. ↑  Crouch（2012年），第167-169页
10. ↑  Crouch（2012年），第218页
11. ↑  Crouch（2012年），第211-212页
12. ↑  Crouch（2012年），第218-219页